# Friedrich Schildberger
Friedrich Schildberger (* 10. Mai 1900 in München; † 1. Oktober 1976 in Füssen) war ein deutscher Historiker und Archivar.

## Leben
Schildberger studierte an der Technischen Hochschule in München und arbeitete ab 1928 für den Verein Deutscher Ingenieure in Berlin. Er begann ab 1932 für die Robert Bosch GmbH zu arbeiten und wurde 1937 promoviert.
Schildberger war von 1953 bis 1966 Leiter der Historischen Abteilung der Daimler-Benz AG, anschließend arbeitete er als freier Mitarbeiter für Daimler-Benz.

## Veröffentlichungen
- Die Wandlungen in der Stellung des deutschen Werkmeisters. VDI-Verlag, Berlin 1937 (Schriftenreihe der Arbeitsgemeinschaft für Technikgeschichte des Vereins Deutscher Ingenieure) (Berlin, TH, Diss., 1937)
- Bosch und der Dieselmotor. Bosch, Stuttgart 1950 (Bosch-Schriftenreihe; F. 3).
- Bosch und die Zündung. Bosch, Stuttgart 1952 (Bosch-Schriftenreihe; F.  5).
- Chronik der Mercedes-Benz Fahrzeuge und Motoren. Cantz, Stuttgart-Bad Cannstatt 1956.
- Vom Motor zum Auto: fünf Männer und ihr Werk. DVA, Stuttgart 1957.
- 75 Jahre Motorisierung des Verkehrs, 1886–1961: Jubiläumsbericht der Daimler-Benz Aktiengesellschaft. Daimler-Benz AG, Stuttgart-Untertürkheim 1961.
- 75 Jahre Nutzfahrzeug-Entwicklung: 1896–1971; Jubiläumsbericht der Daimler-Benz Aktiengesellschaft Stuttgart-Untertürkheim. Daimler-Benz AG, Stuttgart-Untertürkheim 1971.